# Syzygium thumra
Syzygium thumra är en myrtenväxtart som först beskrevs av William Roxburgh, och fick sitt nu gällande namn av Elmer Drew Merrill och Lily May Perry. Syzygium thumra ingår i släktet Syzygium och familjen myrtenväxter.

## Underarter
Arten delas in i följande underarter:
- S. t. punctifolium
- S. t. thumra
- S. t. penangianum